# Corrents del marxisme

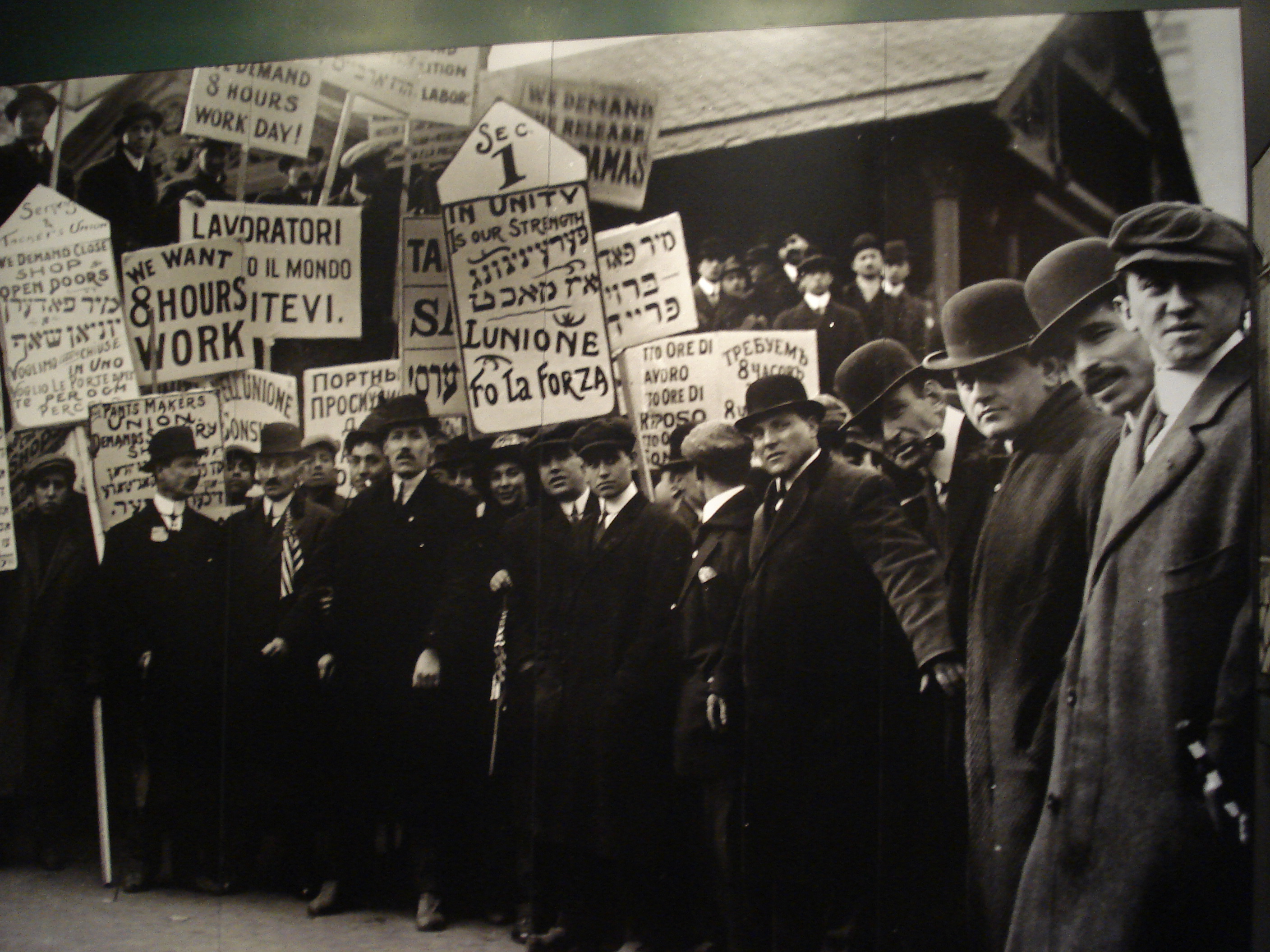
Treballadors del tèxtil de Nova York en vaga, prop de 1913

El marxisme és un mètode d'anàlisi que considera el capitalisme com un sistema d'explotació i analitza les relacions de classe mitjançant una interpretació materialista del desenvolupament històric des d'una visió dialèctica de la transformació social. El marxisme utilitza una metodologia materialista, el materialisme històric, per analitzar el desenvolupament de la societat de classes i el capitalisme, així com el paper de les lluites de classes en la història. Segons la teoria marxista, el conflicte de classes sorgeix en les societats capitalistes a causa de contradiccions entre els interessos materials del proletariat explotat —la classe de treballadors assalariats emprats per produir béns i serveis — i la burgesia — la classe que posseeix els mitjans de producció, i extreu la seva riquesa mitjançant l'apropiació del producte excedent produït pel proletariat en forma de benefici.

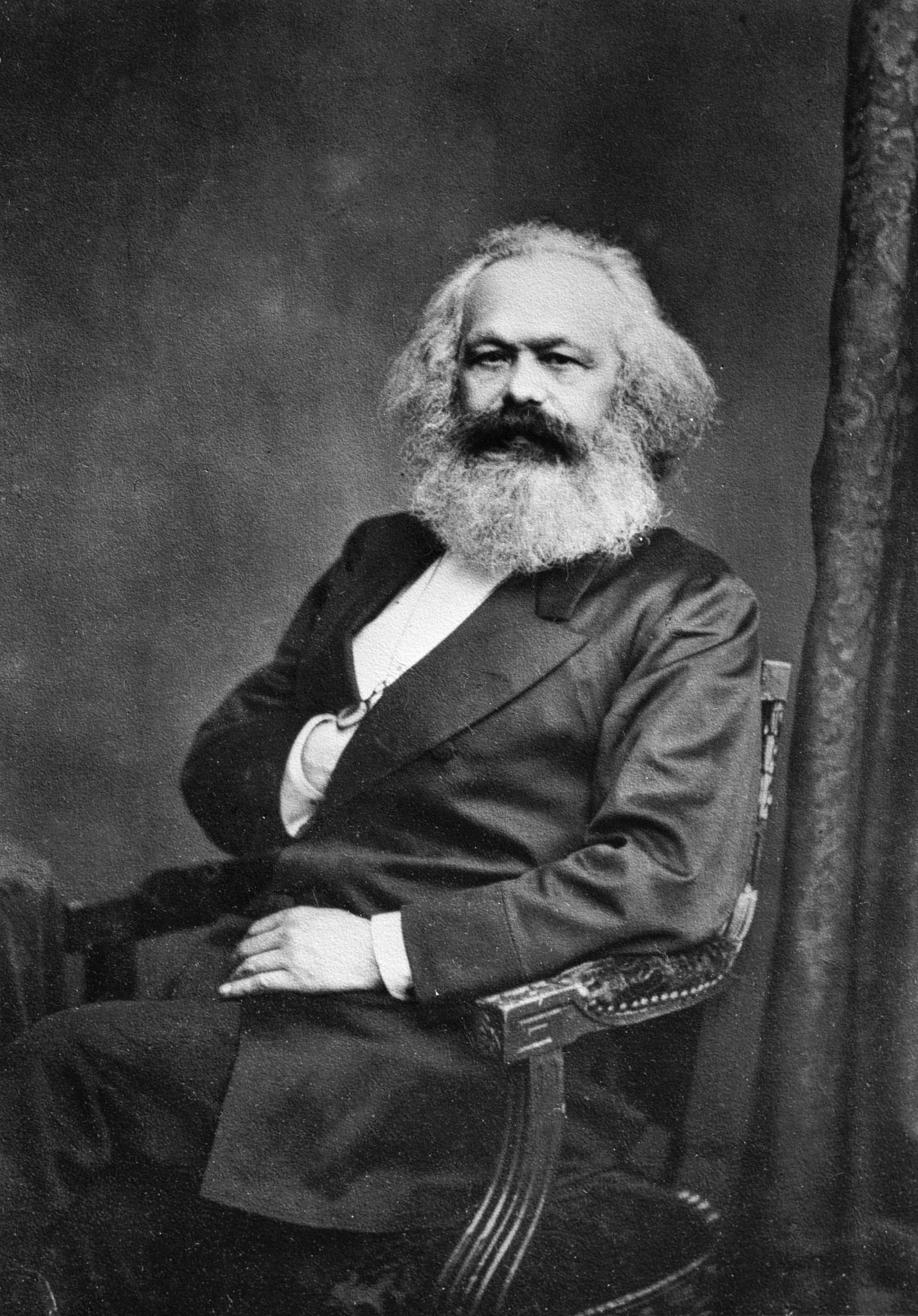
Karl Marx

La lluita de classes s'expressa habitualment com la revolta de les forces productives d'una societat contra les seves relacions de producció, i s'expressa com l'esforç de la burgesia per gestionar l'alienació intensiva del treball que pateix el proletariat, encara que amb diversos graus de consciència de classe. En períodes de profunda crisi, la resistència dels oprimits pot culminar en una revolució proletària que, si és victoriosa, conduirà a l'establiment del socialisme, sistema socioeconòmic basat en la propietat social dels mitjans de producció, la distribució basada en la contribució de cadascú i la producció organitzada directament per al seu ús. A mesura que les forces productives continuïn avançant, el socialisme es transformarà en una societat comunista, és a dir, una societat sense classes, sense estat, basada en la propietat i distribució comunes en funció de les necessitats de la persona.
Si bé el marxisme s'origina a partir de les obres de Karl Marx i Friedrich Engels, s'ha desenvolupat en moltes branques i escoles de pensament diferents, amb el resultat que no hi ha una única teoria marxista definitiva. Diferents escoles marxistes posen un major èmfasi en certs aspectes del marxisme clàssic alhora que en rebutgen o modifiquen altres aspectes. Moltes escoles de pensament han intentat combinar conceptes marxians i conceptes no marxians, cosa que ha donat lloc a conclusions de síntesi. Tanmateix, el materialisme històric i el materialisme dialèctic segueixen sent l'aspecte fonamental de totes les escoles de pensament marxistes.

## Socialdemocràcia
Alemanya va ser un dels llocs on va tenir més èxit la constitució d'un moviment obrer fort, el socialdemòcrata, i la difusió de les idees de Marx. Per un cantó Ferdinand Lassalle, el 1863, creà una associació de treballadors, l'Associació General de Treballadors d'Alemanya (ADAV), per l'altre el mateix any 1863 Wilhelm Liebknecht i August Bebel crearen la Federació d'Associacions Obreres Alemanyes (Vereinstag Deutscher Arbeitervereine, VDAV). A partir del congrés d'Eisenach (1869) la VDAV s'orientà cap al marxisme, constituint el Partit Socialdemòcrata Obrer d'Alemanya (Sozialdemokratische Arbeiterpartei Deutschlands, abreviat com SDAP). En el congrés de Gotha (1875) les dues associacions obreres s'uniren constituint el Partit Socialista Obrer d'Alemanya Sozialistiche Arbeiterpartei Deutschlands, o SAPD) que el 1890 passà a anomenar-se Partit Socialdemòcrata d'Alemanya (Sozialdemokratische Partei Deutschlands, o SPD). La socialdemocràcia avançà i Karl Kautsky va definir el programa d'Erfurt (1891), en el qual s'estableix un programa reformista: defensa del sufragi universal, laïcització de l'Estat i de l'ensenyament, import progressiu sobre la renda, legislació protectora del treball, etc. La possibilitat revolucionària no es contempla a curt termini. La socialdemocràcia alemanya es convertí en una potent organització política i electoral, tot i fer ús ara i adés d'una fraseologia revolucionària.

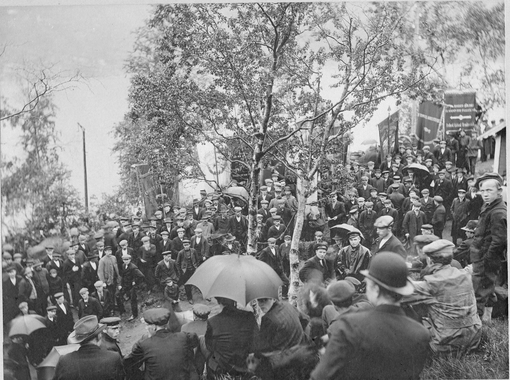
Vaga obrera a Sulitjelma (Noruega) el juliol de 1911

Karl Kautsky fou el gran teòric de la socialdemocràcia alemanya. Cal destacar "La doctrina econòmica de Marx" (1887), "La Revolució Social" (1902) i "El camí del poder" (1910). Fa front a problemes que Marx no havia estudiat en profunditat com "La qüestió agrària" (1898). Però els conceptes kautskians venen emmarcats per una concepció positivista que transforma el marxisme en un cientifisme, reduint la dialèctica marxiana a un monòton mecanicisme. La creença en què l'evolució del capitalisme, de manera inevitable, durà a la seva destrucció, redueix les tasques del partit obrer a la labor d'acumulació de força social i electoral, esperant que la fruita maduri i caigui, o si més no anar aconseguint reformes socials i democràtiques.
A l'estat francès va ser Jules Guesde que el 1879 va introduir el marxisme en el si del moviment obrer, essent notable a més la influència de Paul Lafargue i Gabriel Deville. Però cap d'ells va elaborar un pensament capaç de desenvolupar les tesis de Marx i Engels, aturant-se a retenir del materialisme històric la primacia de l'economia, amb una derivació cap a la predeterminació mecanicista de la història. La figura de Jean Jaurés seria important en la fundació del Partit Socialista Francès (1901).
A Itàlia va ser destacable l'acció d'Antonio Labriola que amb Filippo Turati, en el congrés de Gènova constituïren el Partit Obrer Italià. Labriola, confrontat amb Turati, va efectuar una interpretació del marxisme, captant l'essència del materialisme històric, com a mètode filosòfic i com a interpretació de la història, alliberant-lo del mecanicisme de les interpretacions positivistes, i definint-lo com una "filosofia de la praxis", entenent que la història la fa l'home, que l'home "es produeix a ell mateix".

## Austromarxisme

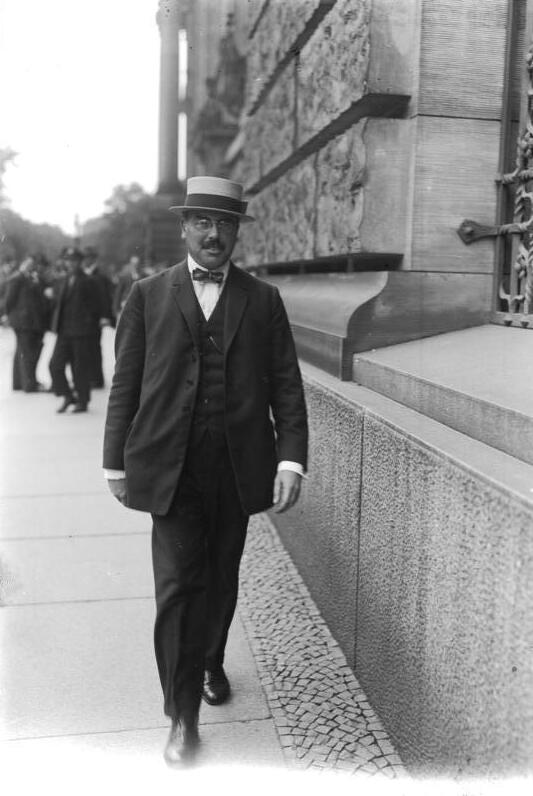
Rudolf Hilferding

El Partit Socialdemòcrata d'Àustria es va fundar gràcies a l'acció de Victor Adler. A partir de 1904 es creà una escola de pensament que va tractar de respondre a les circumstàncies específiques de la realitat austríaca. Els principals representants de l'austromarxisme foren Max Adler, Rudolf Hilferding, Karl Renner i Otto Bauer. Max Adler intentà el 1904 aprofundir en el debat que contraposa Marx i Kant, a l'entorn de la importància dels elements ètics en el si del materialisme històric. Adler assenyalà que la lluita de classes és també un enfrontament amb judicis morals específics, que es diferencien dels imperatius morals kantians en què no tenen res de transcendent, ja que pertanyen a la realitat, li són immanent i tenen llur origen en les contradiccions de la infraestructura econòmica. Rudolf Hilferding situà en el centre de les seves preocupacions l'estudi de l'imperialisme. Serà un dels autors utilitzats per Lenin en escriure el 1917 "L'imperialisme, fase superior del capitalisme". Les investigacions de Karl Renner i Otto Bauer s'orientaren a analitzar el paper de les nacionalitats, dels moviments d'alliberament nacional i la seva relació amb la lluita de classes, un tema completament imprescindible en el context de l'imperi austrohongarès.

## Revisionisme
En el moment en què el marxisme tendeix a esdevenir la filosofia oficial del socialisme apareixen persones que procedeixen a fer-ne un examen crític, a revisar-lo. Aquest és el cas, a Alemanya, d'Eduard Bernstein. A l'estat francès destaquen Jean Jaurés i Georges Sorel, que generaren dos sistemes que, partint del marxisme, se n'allunyaven força. Leon Blum seria un continuador d'aquestes perspectives en situar-se "en el punt de convergència entre la filiació marxista i la filiació jauresiana", rebutjant les posicions leninistes. Aquest seria el cas del neerlandès Henri de Man autor de "Més enllà del marxisme" (1927).
Bernstein, força influït pel fort sindicalisme reformista britànic i alemany es va anar distanciant del marxisme, entès com a proposta de transformació revolucionària de la societat, per adoptar les propostes d'un socialisme democràtic i reformista. A "Socialisme teòric i socialdemocràcia pràctica" (1898) va intentar alliberar el marxisme dels "vestigis del pensament utòpic que l'impregnen", distingint l'anàlisi científica de la realitat pròpia de Marx de la part atribuïble al revolucionari amb una fe que pot deforma l'objectivitat dels fets. També va refutar el materialisme històric, que veia com un determinisme rígid que condemna la llibertat humana en nom d'un fatalisme econòmic. Segons ell, amb un veritable "retorn a Kant", la societat s'orientarà cap al socialisme a partir d'imperatius morals. Front a la dialèctica materialista va contraposar el gradualisme i l'evolució progressiva. Va sotmetre també a crítica la descripció marxiana de l'agonia capitalista que veia esquemàtica i incapaç de reflectir la complexitat dels fets. La conclusió és que el capitalisme és en contínua transformació i el moviment obrer incideixi en aquesta evolució amb proposta reformistes. En el si de la socialdemocrària europea August Bebel, Rosa Luxemburg, Karl Kautski i altres criticaren el reformisme bernsteinià. Altres com Eduard David, Georg von Vollmar i el belga Émile Vandervelde el defensaren. Tanmateix el moviment socialdemòcrata, de cada cop més fort, va anar orientant-se cap a la pràctica parlamentària i el sindicalisme gradualista. Bebel a partir de 1906 i Kautski a partir de 1910, defensaren l'acció reformista, sense massa diferències amb el revisionisme de Bernstein que doctrinalment havien rebutjat uns anys abans.
Des del leninisme el concepte de "revisionisme" va ser utilitzat sovint per a desqualificar aquelles posicions polítiques que s'allunyaven de les formulacions expressades pel partit bolxevic. El concepte es va anar degradant convertint-se amb Stalin en un qualificatiu utilitzat per a marginar, perseguir i suprimir els opositors interns dins el propi moviment o aquells que com Josip Broz Tito no acceptaven les imposicions russes. Aquesta pràctica va ser molt utilitzada, a partir de 1960, per Mao Zedong i els seus seguidors per atacar la URSS i els partits comunistes satèl·lits.

## Laborisme
El moviment obrer anglès va desenvolupar poderoses organitzacions sindicals ja a finals del segle xix. Formacions polítiques com Social Democratic Federation (SDF), Socialist League i Fabian Society, constituïda el 1884, contribuïren a fer evolucionar les rígides Trade Unions. El 1893 va aparèixer l'Independent Labour Party. El 1900 es constituí el Labour Representation Committee que aconseguí 30 diputats a les eleccions de 1906. El pes del fabianisme va ser notable, aportant una filosofia política que defensava la transformació progressiva i pacífica de la societat, a partir de la incidència parlamentària i el treball dels sindicats. Amb l'afiliació col·lectiva de les Trade Unions el Partit Laborista va arribar al milió i mig d'associats el 1914. El laborisme majoritari va constituir un moviment moderat, de tipus reformista i sindicalista, amb elements convergents procedents del socialisme marxista i del progressisme liberal (social-liberalisme), que el 1914 va acabar donant suport a l'esforç bèl·lic, arribant per primera vegada al govern el 1924.

## Marxisme revolucionari
Els esdeveniments russos de 1905 replntejaren el problema de la revolució a Europa, no sols entre els socialdemòcrates russos, sinó que també en la socialdemocràcia alemanya. Persones com Clara Zetkin, Rosa Luxemburg, Karl Liebknecht, Georg Ledebour o Franz Mehring no acceptaren la supeditació de la socialdemocràcia a les estratègies bel·licistes que durien a la Primera Guerra Mundial. A Anglaterra formacions com l'Independent Labour Party mantingueren la seva oposició a la guerra, fins i tot quan el Partit Laborista entrà en un govern de coalició. El Partit Socialista Italià va ser un dels pocs grans partits socialistes que no va donar suport al seu govern en el conflicte armat i va ajudar els bolxevics i menxevics internacionalistes russos a organitzar la conferència de Zimmerwald. La guerra va provocar la desintegració de la II Internacional, però la Revolució Russa de 1917 va tenir un enorme impacte sobre el conjunt del moviment obrer i va provocar una onada revolucionària que va impactar i escindir el moviment socialista, afavorint noves elaboracions teòriques i polítiques en el terreny del marxisme. Cal esmentar: el moviment consellista i revolucionari a Alemanya i Hongria, amb teoritzacions com les de Rosa Luxemburg o György Lukács i l'aparició dels consells de fàbrica a Torí i altres regions italianes en el període 1918-1920, anomenat Biennio Rosso, amb l'aportació rellevant d'Antonio Gramsci.

### Leninisme

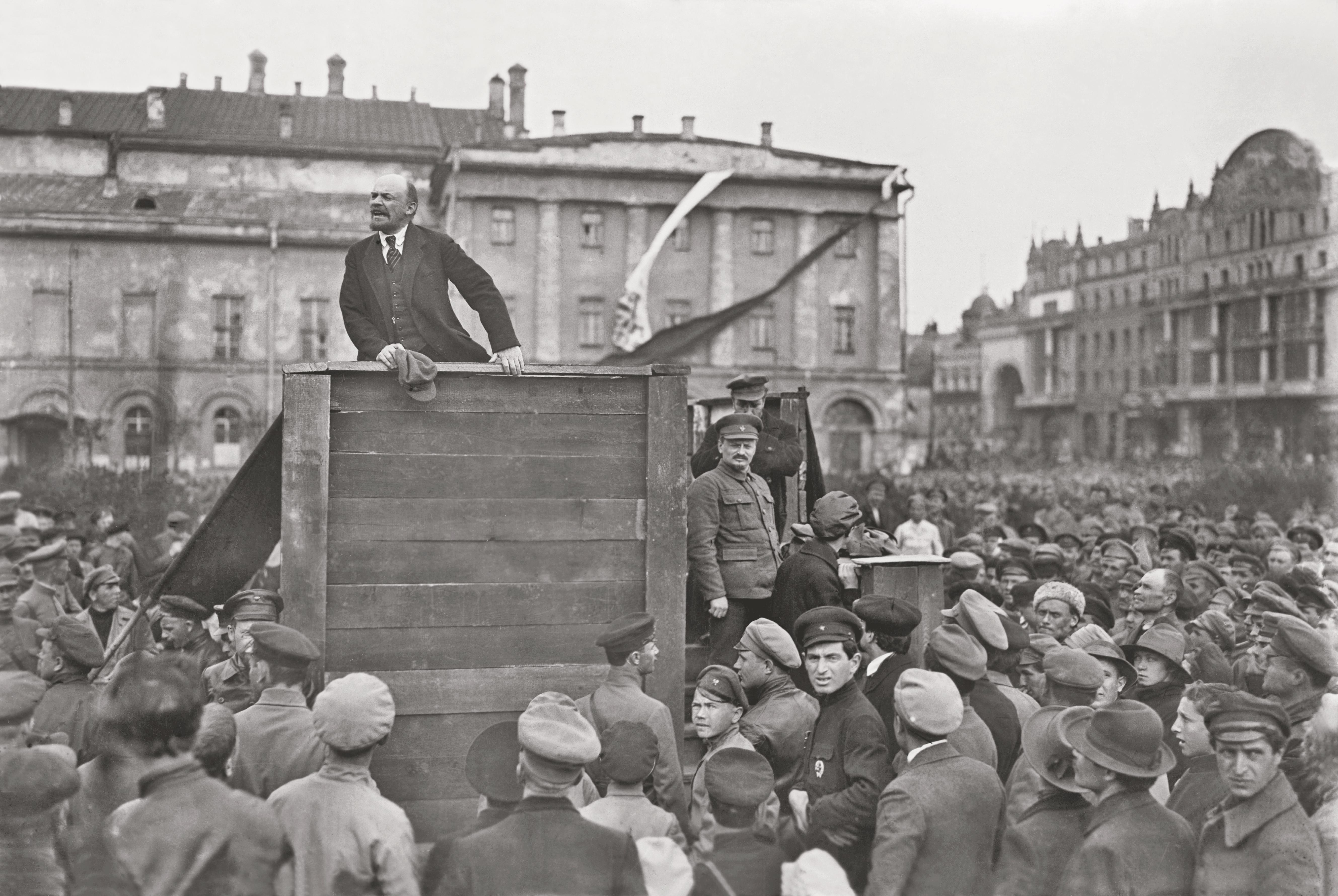
Lenin es dirigeix a les tropes el 5 de maig de 1920, Kamenev i Trotski són al seu costat

El leninisme és la teoria política que va sustentar l'acció política dels bolxevics russos i va conduir a la revolució de 1917. En les seves formulacions a partir de 1917, Lenin incorporava part dels plantejaments fets anteriorment per Trotski amb la seva teoria de la Revolució Permanent, tot conservant gran part del cos teòric i polític elaborat al llarg dels anys de lluita contra el tsarisme. Enfront del determinisme econòmic de la interpretació "ortodoxa" de gran part de la socialdemocràcia europea, Lenin recuperava la noció de praxis, lligant una vocació política revolucionària amb un mètode d'acció revolucionari. En aquesta concepció hi tenia un paper fonamental la teoria del partit revolucionari que el definia com la instància a través de la qual la consciència reivindicativa de la classes obrera es transformava en consciència política. Per això aquest instrument organitzatiu, que havia de superar les majors dificultats, havia d'estar regit pels criteris del centralisme democràtic, capaços de conjugar el debat democràtic en el seu interior amb la unitat d'acció i la disciplina. La concepció leninista del partit va ser la causa principal de l'escissió de la socialdemocràcia russa entre bolxevics i menxevics, esdevinguda el 1903.
D'altra banda, Lenin va captar les dimensions dels canvis que es produïen en el si de l'economia capitalista. A "L'imperialisme, fase superior del capitalisme", publicat el 1917, aconseguí explicar d'una manera sintètica el funcionament de l'imperialisme i n'extragué les conclusions per situar el paper de Rússia en la crisi capitalista mundial originada per la guerra. A partir d'abril de 1917, Lenin, ja retornat a Sant Petersburg, exposà a "Les tesis d'abril" la seva visió del procés revolucionari rus que passava per la no col·laboració amb el govern provisional i la presa del poder de banda dels soviets dels obrers i els pagesos pobres, amb el control de la producció i la distribució de productes de banda d'aquests organismes.
L'enorme transcendència de la revolució russa i la sòlida elaboració teorica duita a terme per Lenin varen fer del leninisme el corrent majoritari dins l'ala esquerra del moviment socialista mundial i la creació, el 1919, de la III Internacional.

#### Marxisme-leninisme
L'èxit de la Revolució Russa, l'any 1917, implantant un govern comunista, fou un fet decisiu a la història del segle xx. Pel que fa al marxisme revolucionari, el va col·locar clarament en posició de lideratge a la lluita anticapitalista, i va llençar a primera plana la important tasca d'ampliació de la teoria marxista duta a terme des de la mort de Marx, destacant la del dirigent d'aquesta revolució: Vladímir Il·litx Lenin.
Lenin desenvolupa la teoria de l'organització comunista del proletariat que l'haurà de dirigir per a la consecució dels seus objectius, sorgits de l'aplicació de les tesis marxistes a l'anàlisi de la realitat.
A més, l'URSS amb Lenin al capdavant del seu govern, impulsà la III Internacional, on les organitzacions revolucionàries d'arreu del món s'agruparen per plantejar i discutir els problemes que es trobaven en els diferents contextos per assolir aquests objectius, enfrontant-se directament amb les organitzacions que es mantenien a la II Internacional, les quals renunciaven a la lluita per la transformació radical de la societat, conformant-se a negociar amb els representants del poder hegemònic petites reformes.

### Trotskisme

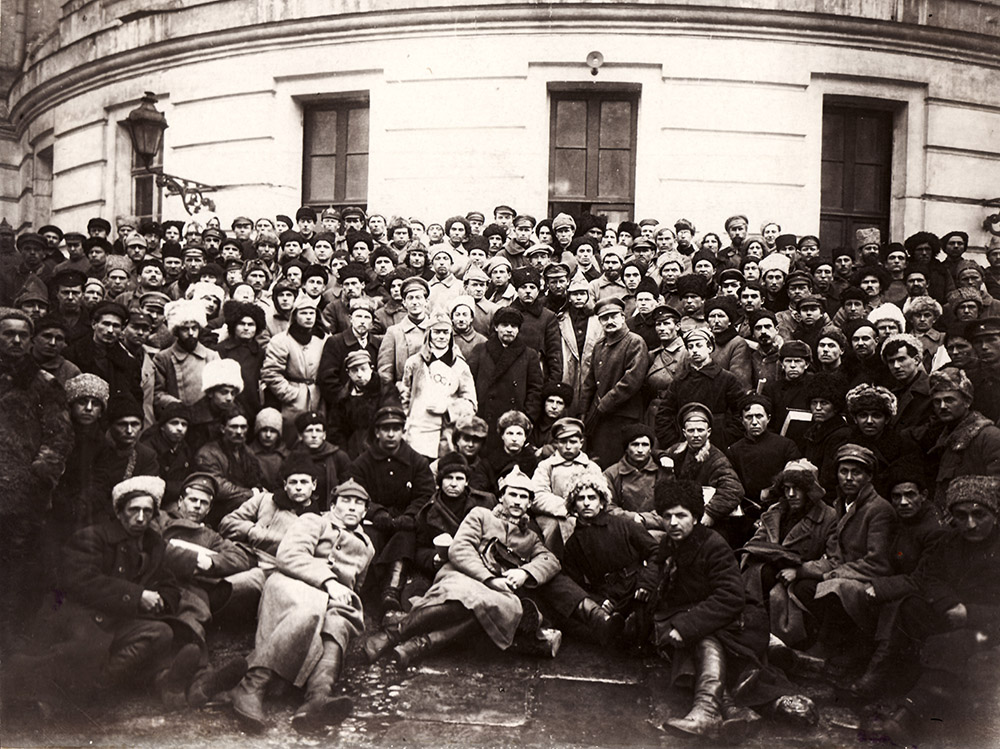
Trotski amb Vladimir Lenin i un grup de delegats en el X Congrés del Partit Comunista (bolxevic)

Al llarg de la seva trajectòria política Trotski es va identificar com un marxista revolucionari oposat al reformisme i, a la vegada, diferenciat en certs aspectes de Lenin. Ja abans de 1905 va expressar la seva teoria de la Revolució Permanent, influït per Alexander Helphand (Parvus). Sostenia que la burgesia russa era incapaç d'actuar com a capdavantera d'una revolució democràtica i dur a terme una reforma agrària. En canvi la classe obrera era la principal amenaça al despotisme tsarista. Negava el mecanicisme història que dur a pensar que totes les societats humanes han de passar necessàriament per les mateixes etapes de desenvolupament econòmic. Una transformació profunda de la societat russa havia de ser dirigida per la classe obrera i plantejar objectius directament socialistes, posant èmfasi en la revolució europea i mundial, sense la qual Rússia es veuria abocada al caos o a la tirania burocràtica. Però la revolució europea no es va produir i la Unió Soviètica es va orientar cap a l'estalinisme, en un procés que va considerar Trotski com la màxima encarnació de l'heretgia. Així i tot, Trotski, el q928, exilat a Alma-Ata va escriure "La revolució permanent", una exposició de la seva posició teòrica davant la revolució russa.

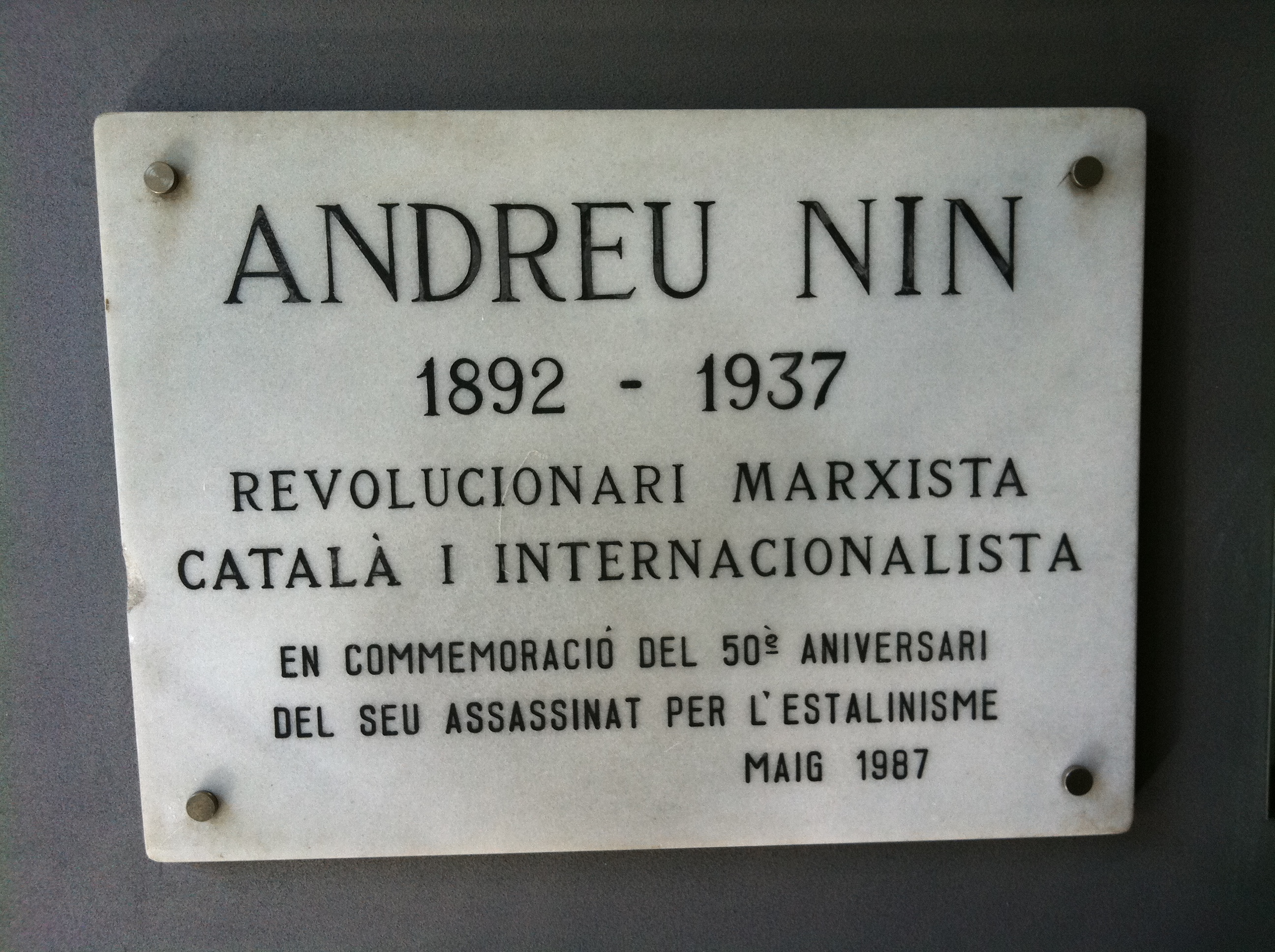
Andreu Nin, secretari de la Internacional Sindical Roja i membre de l'Oposició d'Esquerra al costat de Trotski

Trotski va organitzar l'Oposició d'Esquerra Internacional, que fins a l'ascens de Hitler el 1933, es considerà una fracció de la Komintern, tot i la persecució que els seus militants patien per part de l'estalinisme. El 1938, Trotski i les organitzacions que s'identificaven amb els seus punts de vista fundaren la IV Internacional, basant-se en la seva interpretació de la teoria de Lenin del partit d'avantguarda, considerant-la com l'única força capaç de dur a terme la revolució mundial.
Allà on prengueren el poder, els comunistes perseguiren els trotskistes, als quals consideraven com el pitjor enemic. Stalin va fer assassinar Trotski a Mèxic, el 1940. A causa d'aquesta repressió, però també de la seva tendència a desvincular els processos organitzatius del moviment real, a més d'una particular facilitat per a l'escissió i el grupusculisme, després de la Segona Guerra Mundial, el trotskisme esdevingué marginal dins del moviment obrer. Tot i així, la IV Internacional va dur a terme congressos mundials el 1948 i 1951 en el darrer dels quals es definí els nous règims comunistes del Bloc de l'Est com a estats obrers degenerats. Per altra banda, la Internacional va escindir-se en dues faccions el 1953 que es reunificaren deu anys més tard.

### Luxemburguisme
El terme luxemburguisme neix a partir del moviment marxista revolucionari, i l'elaboració teòrica, inspirat per Rosa Luxemburg i Karl Liebknecht, conegut pel nom de Lliga Espartaquista, que es caracteritzava pel seu rebuig total de la guerra de 1914 i la seva defensa de la democràcia obrera enfront de la visió militarista del partit que atribuïen a Lenin. La frase de Karl Marx l'emancipació dels treballadors serà obra dels treballadors mateixos era el punt de partida de les seues idees.
En origen, el corrent luxemburguista va constituir l'ala esquerra del Partit socialdemòcrata Alemany (SPD), i tenia una certa influència sobre els partits socialdemòcrates polonesos (amb Leo Jogiches) i holandés (a través d'Anton Pannekoek). A partir de la Primera Guerra Mundial, apareix el concepte d'espartaquisme, nom de la facció expulsada del SPD, on militaven, a més de Luxemburg i Liebknecht, Franz Mehring, Clara Zetkin, Johann Knief i altres, que van participar en la revolució alemanya de 1918 i en la fundació, el mateix any, del Partit Comunista Alemany.

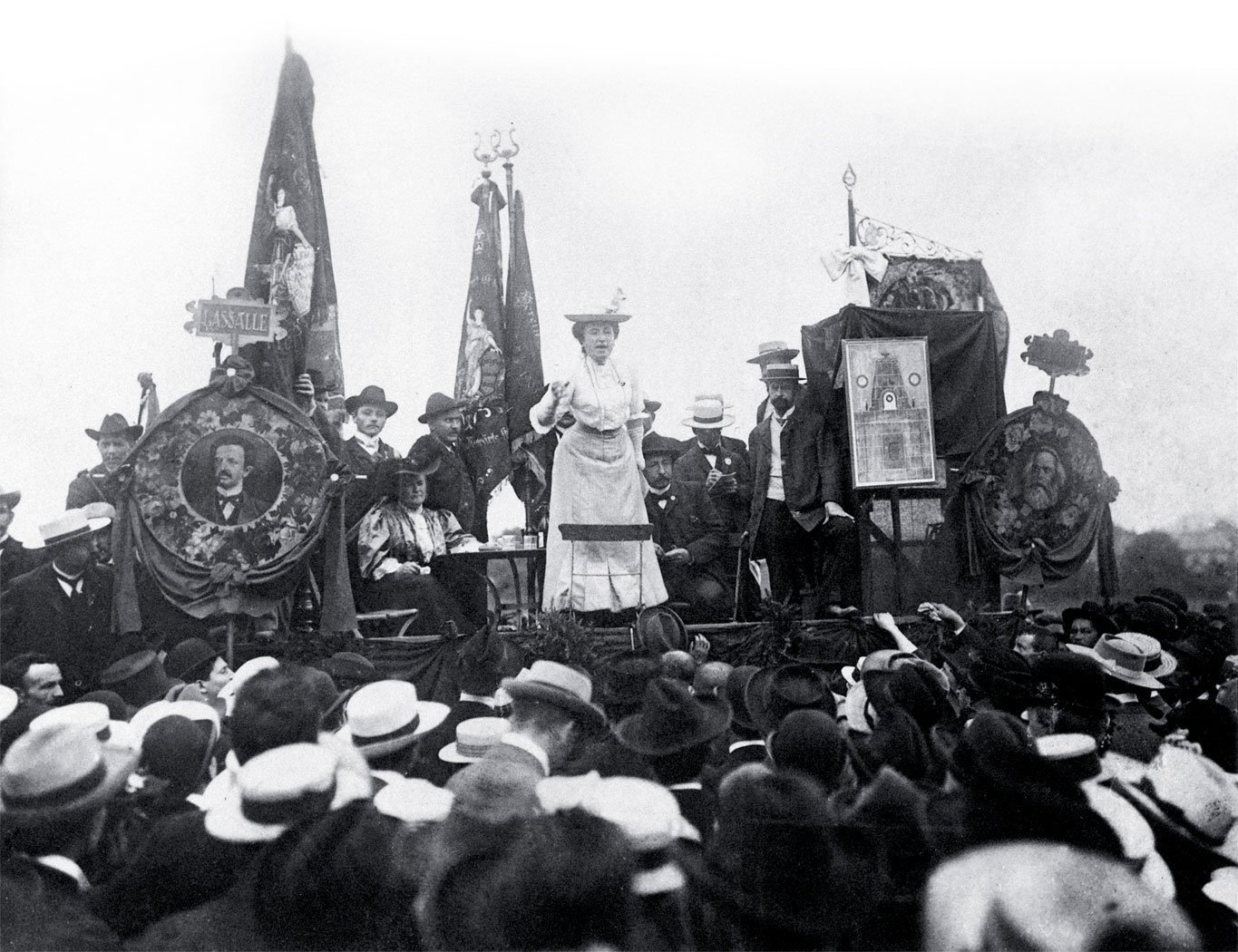
Rosa Luxemburg s'adreça a la multitud a Stuttgart el 1907

El gener de 1919, Rosa Luxemburg i Karl Liebknecht són assassinats, i poc després Leo Jogiches i Franz Mehring. El corrent luxemburguista, delmat per la repressió posterior a la revolució espartaquista de 1919 deixarà d'existir com a tal. No obstant això, són nombrosos els corrents marxistes oposats a la burocratització i al dirigentisme de les organitzacions sindicals i partits estalinistes i socialdemòcrates que reivindiquen la seva filiació luxemburguista. Algunes, més que de luxemburguisme, preferixen parlar de comunisme consellista o consellisme, però prenen de l'obra de Rosa Luxemburg la defensa d'una certa espontaneïtat revolucionària del proletariat, la defensa de la democràcia obrera i la democràcia interna de les organitzacions, com així mateix un internacionalisme radical. El luxemburguisme ha sigut reivindicat especialment en els anys trenta a Alemanya per Paul Frölich i una part del Partit Socialdemòcrata dels Treballadors Alemanys (SAPD), i a França per René Lefeuvre i les Edicions Spartacus. A Espanya, les organitzacions ja desaparegudes Acció Comunista (1965-1977) i Organització d'Esquerra Comunista assumien part de les tesis de Rosa Luxemburg en especial la relació no dirigista entre el partit i la classe obrera. Amb pretensions d'imatge "esquerrana", cosmètica, el PSOE va dotar a algunes de les seves organitzacions satel·litzades amb el nom de Rosa Luxemburg.

### Comunisme d'esquerra
Es va denominar "comunisme d'esquerra" a un dels corrents actius dins la IIIª Internacional, que constituïa una formació situada entre el bolxevisme i l'espartaquisme, per un cantó, i el sindicalisme revolucionari per l'altre. Els tres principals pensadors del comunisme d'esquerra després de la Primera Guerra Mundial foren Anton Pannekoek, Hermann Gorter i György Lukács. Aquesta teòrics eren conscients que la revolució a Occident seria molt més difícil que a Rússia i situaven en el centre del seu anàlisi la qüestió de la instauració d'un poder permanent: el problema no era la ràpida presa del poder, sinó en com construir en el proletariat la base d'un poder durador. En aquesta concepció és visible la influència de Rosa Luxemburg i el seu respecte a la voluntat de la majoria de la classe obrera com a base de la relació entre classe i organització. Posicions molt diferents de la teoria leninista del partit. Gorter condemnà l'actitud dels bolxevics respecte a la classe obrera definint-la com "una política que reuneix les masses sense consultar-les sobre les seves conviccions i els seus sentiments, que considera que els caps solament poden vèncer si són seguits per àmplies masses." Pannekoek anomena domini de la burocràcia obrera el sistema polític instaurat a Rússia i rebutjà la identificació entre dictadura de la classe i dictadura del partit que, en la seva opinió, era la dictadura dels dirigents del partit.
Altres punts de discrepància amb els leninistes era la posició davant el parlamentarisme i davant la qüestió sindical, ja que els comunistes d'esquerra eren molt més reticents a la participació en eleccions i a la col·laboració a l'interior dels sindicats reformistes. Els bolxevics, per altra banda, tenien un posicion molt més realista que algunes fraccions del comunisme d'esquerra davant les revoltes espontànies i intempestives. Lenin va combatre els posicionament de l'ultraesquerra al seu llibre "L'esquerranisme, malaltia infantil del comunisme" (1920). Pannekoek, Gorter i tota l'organització del KPD se separaren a principis dels anys vint de la III Internacional, malgrat que posicions semblants subsistiren en el seu interior, expressades en Lukács, Béla Kun i Bordiga.

#### Comunisme de consells
El comunisme de consells és un concepte sorgit sobretot en l'àmbit de l'esquerra comunista germano-neerlandesa. Els primers teòrics que el van formular (entre els quals es destaca Anton Pannekoek i Otto Rühle) ho van fer després de la Primera Guerra Mundial i la Revolució Russa, i va tenir com a desencadenant la dissidència provocada per la deriva autoritària de l'URSS i la deriva burocràtica de la Tercera Internacional. Un teòric més jove però no menys important va ser Paul Mattick.
El consellisme s'oposa al comunisme de partit. El comunisme dels consells obrers, és a dir la forma d'autoorganització obrera (els soviets) dels primers moments de la Revolució Russa, de la Revolució Alemanya i de la insurrecció popular italiana coneguda com a Biennio Rosso, segons la seva opinió eren la forma naturalment i plenament democràtica d'organització de la classe obrera conscient del seu paper històric. En aquests consells els treballadors triaven als seus propis representants d'entre les seues files com delegats revocables en qualsevol moment.
Els teòrics consellistes van trobar també un precedent en els textos i la pràctica política de Rosa Luxemburg, la defensa de la qual de la "acció espontània" dels treballadors s'oposava al dirigisme dels partits leninistes. Però els comunistes consellistes van portar més enllà la crítica al dirigisme. Per als consellistes, el paper dels comunistes era posar la seua activitat de debat, aclariment i propaganda al servici de l'activitat quotidiana de la classe obrera organitzada en els consells de fàbrica, barri o universitat, llocs on havia de residir la capacitat de decidir les accions i de portar-les a terme.
Es reclamarien del consellisme moltes de les organitzacions i grups d'intel·lectuals que van contribuir a desencadenar les revoltes obreres i estudiantils de la dècada de 1960, entre ells Socialisme o barbàrie o la Internacional Situacionista.
Entre les personalitats que han destacat més en la història del comunisme dels consells obrers o consellisme es poden esmentar Anton Pannekoek (autor el 1946 d'una obra titulada Els Consells obrers), Hermann Gorter, Karl Korsch, Maximilien Rubel, Otto Rühle, Jan Appel, Paul Mattick, Cajo Brendel, Henry Chazé (Gaston Davoust), Benjamin Péret, Cornelius Castoriadis, i Claude Lefort (membres de Socialisme o barbàrie).

#### Bordiguisme
El bordiguisme neix en els anys vint, arran de l'oposició d'Bordiga a Stalin i l'evolució política i ideològica de la Tercera Internacional. El corrent bordigista es va dividir en moltes branques després de la guerra. En conjunt, els bordiguistes es consideren guardians de l'estricta ortodoxia leninista.
Bordiga forma part de la tradició leninista, cosa que el diferencia d'altres branques heterodoxes del comunisme que provenen de moviments crítics davant el comunisme oficial i que varen acabar posant en dubte la contribució de Lenin, d'una manera o l'altra. Tanmateix, sovint es considera que el bordiguisme és una desviació esquerranista que s'ajustaria al significat que Lenin donà a aquesta paraula en el seu fulletó "L'esquerranisme, malaltia infantil del comunisme", on s'esmenta Bordiga per denunciar la seva negativa a participar en les eleccions parlamentàries.
El bordiguisme té un posicionament molt rígid pel que fa al partit i l'organització obrera, des del seu punt de vista tota l'activitat és dirigida pel partit, que reté en exclusivitat la justesa de la teoria. Els seus adversaris sovint parlen del "fetitxisme del partit", com a plantejament en el qual el partit substituiria la classe treballadora. A més, el bordiguisme insisteix en la distinció que fa Marx entre partit formal i partit històric, essent el primer l'organització contingent i el segon el corpus ideològic indestructible independent de la seva encarnació militant concreta. Així, per als bordiguistes, el veritable partit comunista pot estar format en un període desfavorable només per un grapat de membres que treballen en defensa de la teoria mentre esperen dies millors.
Per als bordiguistes, el cos de la doctrina marxista no ha de ser revisat ni enriquit a la vista dels esdeveniments. Fruit d'un procés científic, ja es va enregistrar d'una vegada i de manera definitiva el 1848, al Manifest del Partit Comunista de Marx, i es va desenvolupar correctament fins al tercer congrés de la Internacional Comunista el 1921. El paper del partit és mantenir intacta la teoria i el programa comunista.

## L'estalinisme i les seves derivacions

### Estalinisme
Fins al 1929 l'estalinisme no es constitueix de manera nítida en una doctrina original. Fins llavors Stalin i els seus partidaris havien ocupat una posició centrista dins el partit comunista rus, bastant propera a la Nikolai Bukharin. A partir de 1929 la ruptura amb la dreta del partit bolxevic esdevingué total. Stalin afirmà la necessitat d'eliminar els kulacs i d'emprendre els projectes d'industrialització accelerada. Stalin va fer seva la teoria del socialisme en un sol país, en paral·lel a l'afirmació de què l'economia estatalitzada i planificada de la URSS era superior a la del capitalisme, capficat en una crisi incessant.
En un principi, el terme es va utilitzar per opositors polítics i pensadors crítics cap a la figura d'Stalin (lligats en gran manera, encara que no necessàriament, a la tradició marxista i comunista), en referència a un tipus de govern o règim de característiques hiperpresidencialistes, sovint identificat amb el bonapartisme. Així mateix i per extensió, amb el concepte d'estalinisme se solen referir al conjunt de sistemes polítics amb elements comuns o afins als desenvolupats durant el mandat d'Stalin, associats a estats obrers degradats, és a dir, que van experimentar una sèrie de transformacions o deformacions burocràtiques que van reproduir en el seu si noves situacions de dominació i contradicció de classe, la qual cosa els convertí en radicalment oposats a la filosofia autogestionària i democràtica del socialisme i a les propostes o pràctiques dutes a terme per referents com Lenin i el partit bolxevic.
Aquests sistemes es caracteritzarien per certs procediments de control o repressió (sovint arbitrària) cap a la població, l'estatització o col·lectivització forçada i controlada de l'economia, amb un fort monopoli o predomini de l'Administració de l'Estat, la instauració i consolidació en les diferents esferes de poder i institucions d'una classe burocràtica, pertanyent o fortament vinculada a la jerarquia d'un únic partit identificat amb el marxisme-leninisme més o menys esclerotitzat i esdevengut una doctrina oficial, la industrialització accelerada (a vegades referida a no tenir en compte el cost humà i l'impacte mediambiental), les mobilitzacions i deportacions en massa, la persecució i desaparició d'opositors polítics del mateix partit o grup, i de qualsevol possible oposició fora d'aquest. Amb aquestes premisses, altres comunistes i socialistes, com també els capitalistes, per semblança, analogia o implantació d'aquest sistema, qualifiquen d'estalinistes altres règims, com els de Corea del Nord (amb Kim Il-sung), Albània (amb Enver Hoxha) i Romania (amb Nicolae Ceausescu).

### Maoisme
El maoisme és una variant del marxisme-leninisme desenvolupada a partir del pensament polític de Mao Zedong, dirigent del Partit Comunista Xinès, així com de la Xina a partir de 1949. Fora de la Xina, els partits que es declaraven maoistes o seguidors de les tesis de Mao van ser nombrosos als anys 60 i 70, però avui la situació és diferent.
En general, el maoisme segueix les tesis comunistes anteriors al revisionisme de Nikita Khrusxov, però amb una versió molt diferenciada de l'estalinisme rus. De fet, en molts d'aspectes, la identificació amb la teoria oficial del comunisme ortodox dels anys trenta i quaranta del segle xx, sols és aparent i, a la realitat i sobretot en les seves conclusions pràctiques, segueix un camí propi.

### Eurocomunisme
L'eurocomunisme fou l'intent en els anys 1970 de diversos partits comunistes europeus, amb una implantació social considerable, d'eixamplar la seva influència duent a terme una adaptació estratègica a les condicions existents en els països occidentals. Aquest posicionament no estava desvinculat per complet de l'evolució del comunisme oficial a partir de la segona meitat dels anys trenta, amb la tàctica dels fronts populars, durant la Segona Guerra Mundial i els anys cinquanta i seixanta, però sí que es feia un pas endavant en un camí que duia el comunisme de matriu estalinista originària a tocar de la socialdemocràcia. Això és traduïa en l'afirmació d'una clara independència front a l'URSS, amb una posició d'identificació amb els processos democràtics i pluripartidistes als països occidentals. Van ser precisament part dels partits comunistes més fortament arrelats en les seves respectives societats -cas notable del Partit Comunista Italià (PCI) i del Partit Comunista Francès (PCF)- els més partidaris d'adoptar la línia eurocomunista, mentre que partits més petits i marginals (com el Partit Comunista de la Gran Bretanya) van quedar més dependents de la tutela de Moscou. Tampoc va ser el cas del Partit Comunista Portuguès o del Partit Comunista Grec, partits forts, arrelats i amb notable influència als seus països.
El Partit Comunista d'Espanya (PCE) i el Partit Socialista Unificat de Catalunya (PSUC) van ser legalitzats després de la dictadura de Franco amb una línia essencialment eurocomunista, cosa que els va costar les respectives escissions del PCPE i el PCC. Els partits comunistes de Portugal, Àustria o Grècia també mostraven diferents tendències eurocomunistes, però foren sempre minoritàries.
L'eurocomunisme es va oficialitzar el març de 1977, quan els secretaris generals Enrico Berlinguer del PCI, Santiago Carrillo del PCE i Georges Marchais del PCF es van reunir a Madrid i van presentar les línies fonamentals de la "nova línia". Però el PCI en particular ja havia desenvolupat una línia independent de Moscou des de feia anys, que va quedar clarament expressada el 1968, quan el PCI i el PCE van ser els dos únics partits comunistes del món a condemnar la invasió soviètica de Praga. El 1975 el PCI i el PCE van fer una declaració sobre la "construcció del socialisme" que havia de ser en "pau i llibertat". El 1976 a Moscou, Enrico Berlinguer, davant de 5000 delegats comunistes, va parlar d'un "sistema pluralista" (traduït per l'intèrpret com "multiforma") i va descriure les intencions del PCI de construir "un socialisme que creiem necessari i només possible a Itàlia".

## Marxisme estructuralista
El marxisme estructuralista és una aproximació a la filosofia marxista basada en l'estructuralisme, associada principalment a l'obra del filòsof francès Louis Althusser i els seus seguidors. Va influir a França durant els anys seixanta i setanta i també va arribar a influir en filòsofs, teòrics polítics i sociòlegs d'arreu del món durant els anys setanta. Altres partidaris del marxisme estructuralista van ser el sociòleg Nicos Poulantzas i l'antropòleg Maurice Godelier. Molts dels seguidors d'Althusser van trencar amb el marxisme estructuralista a finals dels anys seixanta i setanta.
El marxisme estructuralista va sorgir en oposició al marxisme humanista que va dominar moltes universitats occidentals durant els anys 70. En contrast amb el marxisme humanista, Althusser va recalcar que el marxisme era una ciència que examinava estructures objectives, i va creure que el marxisme humanista, històric i fenomenològic, que segons ell es basava en les primeres obres de Marx, era més aviat una "ideologia humanística precientífica".

## Marxisme occidental
El marxisme occidental és un terme utilitzat per descriure un conjunt de pensadors marxistes, sobretot de l'Europa occidental i d'Europa central. Es distingeix de la filosofia pròpia de l'ortodòxia soviètica i es considera sovint que les obres fundadores d'aquest corrent són "Història i consciència de classe" de György Lukács i "Marxisme i filosofia" de Karl Korsch.
L'expressió "marxisme occidental" va ser proposada per primera vegada per Maurice Merleau-Ponty a la seva obra "Les aventures de la dialèctica" (1955). Perry Anderson proposà tot seguit la seva anàlisi d'aquest corrent de pensament a la seva obra "Sobre el marxisme occidental" (1976).

### György Lukács

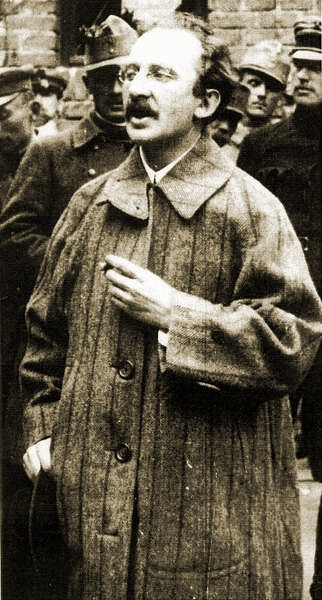
Lukacs en la revolució hongaresa de 1919

György Lukács, nascut en una família de banquers jueus, va estudiar a Budapest, Berlín i Heidelberg, on fou deixeble de Max Weber i conegué Ernst Bloch. Va ser membre del Partit Comunista hongarès i fou comissari d'educació durant el govern de Béla Kun, el 1919. Després s'exilià a Viena, on dirigí la revista Komunismus, i el 1930 marxà a Moscou. El 1945 tornà a Hongria. Participà en la Revolució hongaresa de 1956 i fou ministre de cultura del govern d'Imre Nagy; però després del fracàs fou deportat a Romania. El 1957 se li permeté de tornar, va fer una autocrítica i es mantingué fidel a la línia oficial del partit fins a la seva mort el 1971. Malgrat tot, la seva aportació filosòfica és obertament original i innovadora, lluny de les ortodòxies, i forma part, amb Antonio Gramsci, Karl Korsch, Ernst Bloch i d'altres, del grup de pensadors que feren del marxisme, al llarg del segle xx, un corrent de pensament viu i innovador.
El seu principal escrit filosòfic i polític és Història i consciència de classe (1923), de gran influència en el pensament marxista. A la seva obra formula els conceptes fonamental que segons ell permeten reconstituir el nucli del materialisme històric de Marx: sobretot el concepte de totalitat concreta, el de la identitat subjecte-objecte en la praxi social, el concepte de consciència de classe i el de cosificació. Les seves teories estètiques, fonamentalment sobre literatura, es basen en un concepte dialèctic de l'art relacionat estretament amb les contradiccions de la societat. La interpretació humanista del marxisme que fa Lukács es planteja com a reacció al determinisme econòmic. Intenta integrar les arrels subjectives hegelianes superant les limitacions del determinisme econòmic. Hegel, com a pensador exponent de l'idealisme alemany, incorpora a la dialèctica la dimensió de la subjectivitat.
Per a Lukács el concepte de mercaderia és el problema central de la societat capitalista. Segons ell, una mercaderia és una relació entre les persones que adopta la naturalesa d'una cosa i desenvolupa una forma objectiva. El fetitxisme de la mercaderia és el procés pel qual els actors atorguen a la mercaderia i al mercat creat per a aquestes una existència objectiva i individual en la societat capitalista. Amplia el concepte de fetitxisme, que Karl Marx associava a l'economia, a tota la societat, incloent-hi àmbits com el dret i l'estat. Parla de reïficació o cosificació, en tant que el mateix humà es percep com a objecte i no com a subjecte, obeint suposades lleis que regeixen el mercat. Segons Lukács, la consciència de classe és el sistema de creences compartides per les quals s'ocupa la mateixa posició de classe en la societat. La capacitat per a desenvolupar la consciència de classe caracteritza sobretot la societat capitalista (ja que la base econòmica del capitalisme permet veure-ho amb més claredat), i més específicament en el proletariat, ja que té la capacitat de veure la societat tal com és. També això és ampliat incorporant la posició econòmica objectiva amb els pensaments psicològics reals de les persones sobre les seves vides. A Lukács, el preocupava la relació dialèctica entre les estructures del capitalisme, però a més els sistemes d'idees, el pensament i l'acció individual.

### Karl Korsch

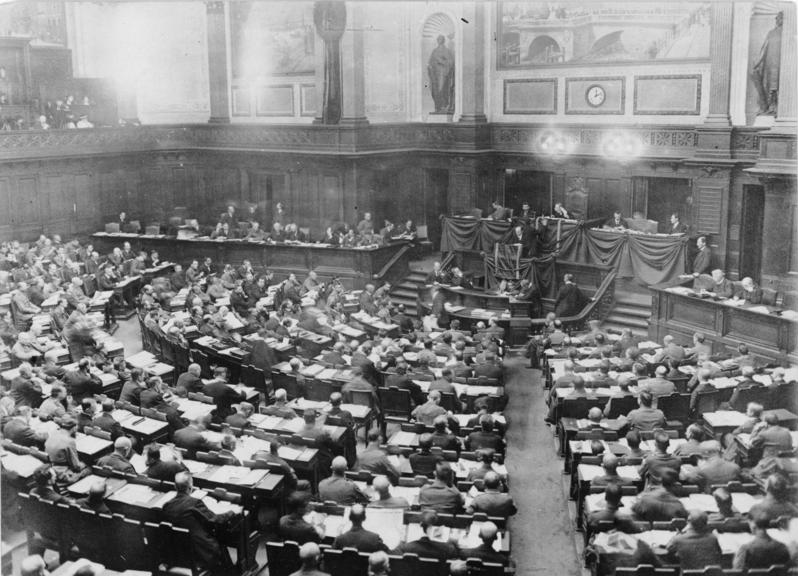
Congrés dels Consells de Treballadors i Soldats del Reich al Landtag prussià, a Berlín el 16 de desembre de 1918, durant el discurs d'obertura del membre del consell executiu i representant dels delegats revolucionaris, Richard Müller.

Amb György Lukács, Ernst Bloch i Antonio Gramsci, Karl Korsch és una de les figures de més relleu del que ell mateix anomenà «marxisme occidental» per a distingir-lo de les doctrines que s'anaven imposant en l'àmbit comunista gràcies a l'hegemonia soviètica. Els eixos d'aquest posicionament són l'interès a recuperar el pensament de Hegel i una interpretació oberta de l'obra de Marx, més enllà de lectures economicistes i estàtiques. Per això Korsch revaloritzà textos com els Manuscrits econòmics i filosòfics de 1844 o el Manifest comunista, en els quals es configurava un pensament no separat de l'acció transformadora.
La seva obra s'ha d'entendre dins el marc històric comprès entre l'evolució de la Revolució soviètica cap a l'estalinisme i l'aparició d'una esquerra radical a Alemanya a partir de 1918. El seu pensament té dos aspectes nuclears: la crítica del marxisme com a ideologia del poder burocràtic en la socialdemocràcia i el leninisme, i l'afirmació del proletariat com a subjecte conscient i autònom en la història.
A "Marxisme i filosofia" (1923) Korsch intenta reconstruir les relacions entre el socialisme científic i la filosofia, tant a partir de les obres del jover Marx com de les de maduresa, rebutjant el mecanicisme econòmic i revaloritzant la consideració del dret i l'Estat tant com les formes de consciència social. Korsch es distancia nítidament del leninisme filosòfic i més encara del marxisme soviètic escolàstic, ja que segons ell la dialèctica materialista no pot ser una ciència especial amb un subjecte autònom, sinó que sols es pot aplicar de manera concreta en la pràctica revolucionària i en la teoria crítica de la societat burgesa.

### Antonio Gramsci

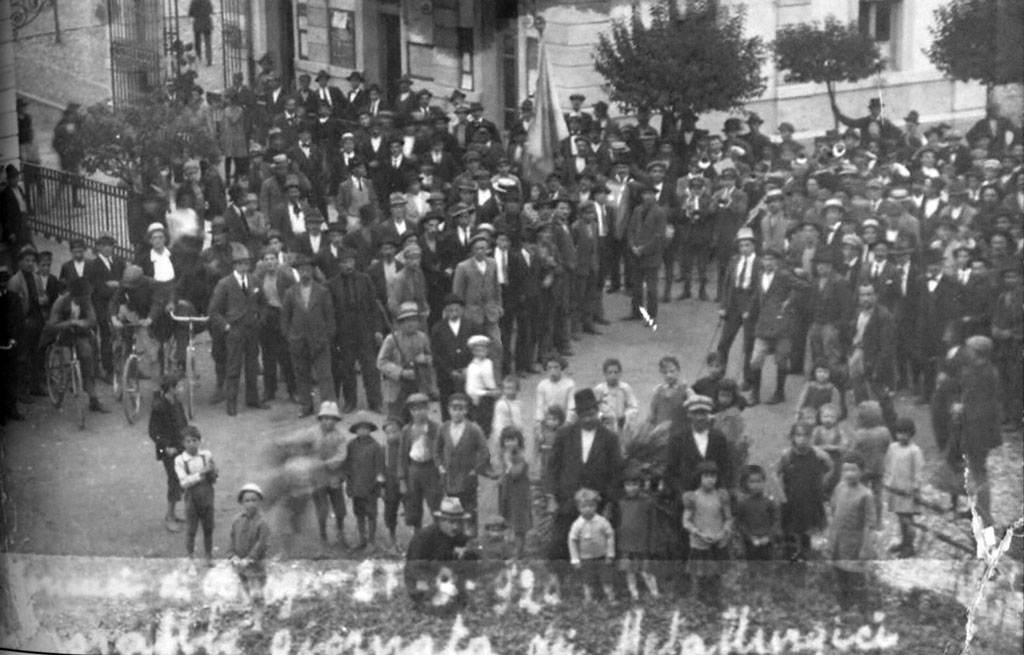
Dia dels obrers del metall a Fornaci di Barga, 1920

Tant els escrits polítics, les Cartes de la presó (publicades el 1947 i millorades successivament amb les edicions del 1967 i 1988) o Els quaderns de la presó, les obres de Gramsci van tenir un gran relleu en la cultura italiana de la postguerra de la II Guerra Mundial. Pel que fa al terreny polític, en Gramsci trobem una de les crítiques més dures i sinceres contra l'estalinisme. En els Quaderns, hi ha tota una estratègia revolucionària fonamentada en una idea no repressiva del poder (l'hegemonia), capaç de tenir en compte totes les complexitats de les articulacions de la moderna societat industrial (pas de la "guerra de moviments" a la "guerra de posicions").
Inspirats fonamentalment per exigències més hermenèutiques i no sols tangencialment militants, els Quaderns enceten una recerca d'un gran alè crític sobre molts aspectes de la societat moderna. Mitjançant el concepte de revolució passiva, Gramsci mira, posem per cas, d'unificar tot un seguit de fenòmens actuals lligats a la implicació i al paper de les masses en la societat moderna: l'"americanisme", la planificació soviètica de l'economia i el feixisme. També utilitza aquest mateix concepte en l'àmbit de la historiografia, on va tenir un ressò especial amb les seues consideracions sobre els límits democràtics de l'estat nació. Gramsci basa aquest concepte en la lectura que fa del Risorgimento com una revolució popular fracassada.
També són destacables els seus aprofundiments en temes com ara la història dels intel·lectuals italians, el pensament polític de Maquiavel o la relació entre literatura i societat. I, pel que fa al terreny netament filosòfic, l'aferrissat enfrontament amb Benedetto Croce, l'elaboració del qual considera una «retraducció» al llenguatge especulatiu idealista del materialisme històric. Això, acompanyat d'una interpretació del marxisme en clau historicista i antideterminista (l'anomenada «filosofia de la praxi»). Aquesta interpretació posa al cor de la reflexió l'activitat humana, determinada històricament pel conjunt de relacions, ja siguen econòmiques, socials, ideològiques, jurídiques o polítiques que lliguen els éssers humans els uns amb els altres. En aquest sentit, l'obra de Gramsci, amb les de György Lukács, Karl Korsch, Ernst Bloch i altres pensadors, formaria part d'allò que s'ha anomenat «marxisme occidental», per contraposició a l'escolàstica oficial soviètica.

## Teoria crítica
La teoria crítica és un conjunt de teories de pensadors de diferents disciplines associades a l'Escola de Frankfurt: Theodor W. Adorno, Walter Benjamin, Max Horkheimer, Herbert Marcuse, Jürgen Habermas, Oskar Negt o Hermann Schweppenhäuser, entre d'altres. La teoria crítica serà la resposta crítica a la teoria de la comunicació desenvolupada des dels anys 20 per l'Escola sociològica de Chicago, les teories de la qual s'engloben dintre del funcionalisme.
L'Institut per a la Investigació Social que estava afiliat a la Universitat de Frankfurt va ser fundat l'any 1923. El financer jueu Felix J. Weil serà el creador del projecte, ja que va veure necessari un centre d'estudis avançats que analitzés la societat del moment des d'un punt de vista marxista.
Els autors de la primera generació de l'Escola de Frankfurt articulen un projecte crític, intentant desenvolupar un marxisme heterodox i psicoanalític. No serà un marxisme obsessionat amb l'economia, sinó que es pretén desenvolupar una sèrie de teories preocupades pels problemes socials, com la desigualtat de classes i no sols des del punt de vista sociològic, sinó també filosòfic.
L'institut haurà d'exiliar-se el 1933 amb l'arribada del nazisme al poder a Alemanya. Després de recórrer diverses ciutats (Ginebra, París, Londres), l'institut s'instal·larà a Nova York fins a l'any 1950, quan va tornar de nou a Frankfurt.

## Marxisme contemporani

### Feminisme marxista
El feminisme marxista és un corrent de la teoria feminista que defensa l'abolició del capitalisme i la implantació del socialisme com a forma d'alliberament de les dones, partint que el sistema capitalista comporta l'opressió de les dones, materialitzada en desigualtat econòmica, confusió política, moral burgesa i relacionals socials insalubles.
El feminisme marxista i socialista té un concepte de l'èsser humà molt lligat al concepte dels altres. Com també, per a aquesta filosofia, l'activitat per a canviar la realitat i la societat és la praxi, sent el coneixement una part de la pràctica, aleshores el concepte de subjecte és sociohistòric, produït per la praxi social dominant en cada societat.
Segons el marxisme, en les societats capitalistes l'individu forma part d'una classe social, la qual determina les seves capacitats, necessitats i interessos. El feminisme marxista considera que la desigualtat de gènere està determinada en últim terme per la manera capitalista de producció en la divisió social en classes. La subordinació de la dona és vista com una forma d'opressió que és mantinguda perquè serveix als interessos del capital i de la classe dominant. La teoria marxista clàssica considera que la desigualtat de gènere és una condició social de segon ordre, és a dir, que primer cal posar fi a les classes socials i serà llavors quan s'aconseguirà l'emancipació de la dona.
L'actual problemàtica del feminisme marxista és que la lluita de classes marxista és traslladada a una lluita de gèneres, en la qual la dona assumeix el rol de classe proletària oprimida i l'home el de patró opressor.

### Marxisme llibertari
El marxisme llibertari és un conjunt de moviments o teories que combinen les aportacions de Marx i Friedrich Engels i diferents corrents del marxisme amb idees i plantejaments de l'anarquisme i el moviment llibertari. També es relaciona amb el comunisme d'esquerra i l'anarcocomunisme. Distanciant-se del leninisme els marxistes llibertaris expressen un rebuig frontal al centralisme, li donen menys èmfasi o rebutgen el partit com a eix de l'organització traspassant el centre de gravetat a les organitzacions obreres i socials; a més mostren una defensa dels drets humans i de la democràcia deliberativa més enllà de consideracions tàctiques o estratègiques. Inclouen en els seus desenvolupaments teòrics interpretacions alternatives del materialisme dialèctic, la inclusió de teories postmodernes, la crítica cultural, etc.
Expressament es distancien dels elements considerats autoritaris de certes tradicions marxistes com el leninisme, ressaltant l'antiestatisme, el consellisme, la crítica a les avantguardes, al dirigisme, al substituïsme i les organitzacións partidàries.
A partir de maig del 68 hom pot considerar l'eclosió contemporània d'aquest corrent.
Entre d'altres Daniel Guérin ha estat un dels seus més destacats difusors. El grup francès Socialisme ou Barbarie de Castoriadis i el primer Debord es poden considerar integrants totals o parcials d'aquest moviment, així com les aportacions teòriques del darrer (La societat de l'espectacle) i el situacionisme. També hi té molts de punts de contacte l'autonomisme. L'historiador britànic E.P. Thompson reivindica el concepte en les seves obres (La misèria de la teoria), però ho fa en un sentit ampli entès com un trencament teòric amb les formes estereotipades i sense vida del marxisme economicista o les seves versions estructuralistes. Hom pot considerar certa influència del marxisme llibertari en el municipalisme llibertari o el zapatisme.

### Autonomisme
El moviment autònom (simplificat moltes vegades com autonomisme) és un corrent polític sorgit des de l'esquerra política i és, en alguns casos, una de les interpretacions del marxisme, marxisme llibertari (principalment) i coincideix amb alguns postulats de l'anarquisme. Promou un desenvolupament democràtic i socialitzant del poder polític, la democràcia participativa, l'horitzontalitat, i una constant adequació de les estratègies i tàctiques a les realitats concretes de cada espai.
Es caracteritza per criticar i evitar l'avantguardisme i el burocratisme dels partits i els sindicats d'esquerra clàssics des d'un discurs anticapitalista i antiestatista. Això apunta a analitzar, criticar i evitar en la vivència la determinació de les estructures de poder de la societat capitalista i estatal, per a així crear una autodeterminació de la vida que es basi en la capacitat positiva i productiva dels sectors subalterns dins de la modernitat i així també determinar a la societat.
Els seus partidaris solen ser anomenats "autònoms" o "autonomistes". També hi ha la tendència important d'emfatitzar la política prefigurativa, o aquella que en acció ja conté les formes socials que ese desitja que siguin norma de la societat. Així també la idea relacionada de la possibilitat d'experimentació social i rebel en l'ara i, per tant, la crítica a les visions que miren al món millor només capaç de fer-se realitat després de realitzar la revolució.

### Marxisme analític
El Marxisme analític és un enfocament de la teoria marxista que va ser prominent entre els filòsofs i científics socials de parla anglesa durant els anys vuitanta. Es va associar principalment amb el Grup d'Acadèmics de Setembre, anomenat així a causa de les seves reunions biennals durant el setembre per discutir interessos comuns. Autodenominat com «marxisme sense ximpleses», el grup es va caracteritzar, en paraules de David Miller, per «un pensament clar i rigorós sobre qüestions que en general estan cobertes per la boira ideològica».
Els membres d'aquesta escola cerquen aplicar les tècniques de la filosofia analítica, juntament amb les eines de la ciència social moderna, com la teoria de l'elecció racional, a l'elucidació de les teories de Karl Marx i els seus successors. El membre més conegut d'aquesta escola és el filòsof de la Universitat d'Oxford Gerald A. Cohen, la teoria del qual de Karl Marx Theory of History: A defence (1978) va ajudar a començar aquesta escola. En aquest llibre, Cohen va intentar aplicar les eines de l'anàlisi lògica i lingüística per elucidar i defensar la concepció materialista de la història de Marx. Altres marxistes analítics prominents són l'economista John Roemer, el científic social Jon Elster, i el sociòleg Erik Olin Wright. Tots ells han intentat basar-se en el treball de Cohen aplicant mètodes moderns de les ciències socials, com la teoria de l'elecció racional, per complementar l'ús que fa Cohen de les tècniques filosòfiques analítiques en la interpretació de la teoria marxista.
El propi Cohen més tard, es relacionaria directament amb la filosofia política de rawlsiana en un intent per promoure una teoria de la justícia socialista que contrasta tant amb el marxisme tradicional com amb les teories formulades per filòsofs polítics com el liberal d'esquerra John Rawls i el llibertarista Robert Nozick. En particular, remarca la màxima de Marx de «cadascun segons la seva capacitat, a cadascú segons la seva necessitat», popularitzat a la Crítica del programa de Gotha del 1875.

### Postmarxisme
El postmarxisme és un corrent de pensament que explora les diferents interpretacions de la tradició marxista i es proposa una teoria social construïda de manera discursiva. Els postmarxistes es consideren realistes i materialistes, i amb una certa relació de continuïtat i superació respecte del materialisme històric de Karl Marx. A nivell filosòfic, el postmarxisme va en contra del derivacionisme i de l'essencialisme (per exemple, no veu en l'estat un instrument que "funciona" de manera inequívoca i autònoma en nom dels interessos d'una classe determinada). Les visions recents del post-marxisme es poden trobar a Ernesto Screpanti, Göran Therborn i Gregory Meyerson.
El post marxisme data de finals dels anys seixanta quan diverses tendències i esdeveniments van influir en el seu desenvolupament. La debilitat del paradigma de la Unió Soviètica es va fer evident i el marxisme va enfrontar una manca de renovació de perspectives d'anàlisi que s'arrossegava des dels anys trenta. Això va ocórrer simultàniament a les revoltes estudiantils de 1968, l'auge de la teoria maoista (que després va mostrar la seva inconsistència) i la proliferació de la televisió comercial que cobria en les seves emissions la guerra de Vietnam. Posteriorment, Laclau i Mouffe abordaren l'anàlisi de la modernitat des d'un postmarxisme no essencialista.

### Neomarxisme
El neomarxisme integra corrents de pensament del segle XX que es remunten, en els seus orígens, als primers escrits de Karl Marx i que rebutgen el determinisme econòmic percebut en Marx en els escrits posteriors preferint posar l'accent en aspectes psicològics, sociològics i culturals.
Els neomarxistes parteixen de l'existència d'una reciprocitat entre infraestructura i superestructura que constitueix el procés dialèctic real. Molts neomarxistes com Herbert Marcuse van ser sociòlegs i psicòlegs. Marcuse estava lligat als moviments estudiantils dels 1960. El neomarxisme ve sota el lideratge del pensament de la Nova Esquerra. El neomarxisme és també usat sovint per descriure l'oposició a les desigualtats experimentades pel països en vies de desenvolupament en el nou ordre econòmic internacional.

### Marxisme humanista
L'humanisme marxista és un corrent del marxisme que se centra principalment en l'anàlisi dels escrits primerencs de Marx, en especial en els manuscrits econòmics i filosòfics de 1844 en els quals Marx hi va incloure la seva teoria de l'alienació, a diferència de les seves obres posteriors, que es consideren més preocupades per una anàlisi econòmica de la societat capitalista. L'Escola de la praxi, que demanava un canvi social radical a la Iugoslàvia de Josip Broz Tito als anys 60, va ser un d'aquests moviments humanistes marxistes.
L'humanisme marxista es va oposar, entre d'altres, a l'"antihumanisme" del filòsof estructuralista francès Louis Althusser, que el va qualificar de moviment revisionista.
El terme "humanisme marxista" i la noció de la teoria de l'alienació de Marx segueixen sent una part de la filosofia de Marx. Teodor Shanin i Raya Dunayevskaya van més enllà, afirmant que l'alienació no només és present en el jove Marx, sinó que no hi ha cap divisió entre el jove Marx i el Marx madur.